# دژولی، کبک
دژولی (به فرانسوی: Dégelis) شهرکی در منطقه شهری تمیسکوواتا ناحیه با-سن-لوران در استان کبک کانادا است. در سرشماری سال ۲۰۱۱ این شهرک ۳٬۲۲۲ نفر جمعیت داشته‌است و مساحت آن ۵۶۲٫۸۴ کیلومتر مربع است.